# Il collezionista (James Patterson)
Il collezionista è un romanzo poliziesco dello scrittore statunitense James Patterson e fa parte di una serie di romanzi sul detective Alex Cross. Da questo romanzo nel 1997 Gary Fleder ha creato il film omonimo, Il collezionista, con Morgan Freeman nei panni di Alex Cross e Ashley Judd in quelli della dottoressa Kate McTiernan.

## Trama
La costa orientale degli USA è sconvolta da una serie di sparizioni: ragazze belle, intelligenti e talentuose scompaiono nel nulla. I profiler concordano su un concetto: "chi le rapisce è un collezionista, non un semplice assassino". Sul caso indaga Alex Cross, poliziotto psicologo che mette anima e cuore nel suo lavoro. Quando anche sua nipote viene sequestrata, la caccia si fa ancora più serrata. Cross è aiutato dalla dottoressa Kate McTiernan, unica donna fuggita dalle mani del rapitore.
Nel frattempo a Los Angeles uno stupratore, che massacra le sue vittime, semina terrore anche in questo caso tra le studentesse. Metodi diversi, ma vittime simili.